# Malaxioides
Malaxioides là một chi bọ cánh cứng trong họ Chrysomelidae.
Chi này được miêu tả khoa học năm 1888 bởi Fairmaire.

## Các loài
Chi này gồm các loài:
- Malaxioides grqandicornis (Fairmaire, 1888)